# Plectrocnemia suzukii
Plectrocnemia suzukii là một loài Trichoptera trong họ Polycentropodidae. Chúng phân bố ở miền Cổ bắc.